# Castilleja jiquilpana
Castilleja jiquilpana är en snyltrotsväxtart som beskrevs av Guy L. Nesom. Castilleja jiquilpana ingår i släktet målarborstar, och familjen snyltrotsväxter. Inga underarter finns listade i Catalogue of Life.